# Sri Karang Rejo
Sri Karang Rejo is een bestuurslaag in het regentschap Musi Banyuasin van de provincie Zuid-Sumatra, Indonesië. Sri Karang Rejo telt 911 inwoners (volkstelling 2010).